# Always (bài hát của Bon Jovi)
"Always" là một bài hát của ban nhạc nước Mỹ Bon Jovi nằm trong album tuyển tập đầu tiên của họ, Cross Road (1994). Nó được phát hành vào ngày 20 tháng 9 năm 1994 như là đĩa đơn đầu tiên trích từ album bởi Mercury Records. Bài hát được viết lời bởi giọng ca chính Jon Bon Jovi trong khi phần sản xuất được đảm nhiệm bởi Peter Collins, và là một trong những hai bài hát mới xuất hiện trong tuyển tập. Ban đầu được viết cho bộ phim năm 1993 Romeo Is Bleeding nhưng đã bị hủy bỏ, đây là một bản rock và power ballad với nội dung đề cập đến tình cảm sâu đậm của một người đàn ông với một người phụ nữ, mặc dù cô gái này đã rời bỏ anh khi phát hiện anh đã phản bội cô.
Sau khi phát hành, "Always" nhận được những phản ứng tích cực từ các nhà phê bình âm nhạc, trong đó họ đánh giá cao chất giọng của Jon Bon Jovi cũng như quá trình sản xuất của nó. Bài hát cũng gặt hái những thành công vượt trội về mặt thương mại, đứng đầu các bảng xếp hạng ở Bỉ, Canada, Ireland, Tây Ban Nha và Thụy Sĩ, và lọt vào top 5 ở tất cả những quốc gia nó xuất hiện, bao gồm nhiều thị trường lớn như Úc, Áo, Đan Mạch, Phần Lan, Pháp, Đức, Hà Lan, New Zealand, Na Uy, Thụy Điển và Vương quốc Anh. Tại Hoa Kỳ, "Always" đạt vị trí thứ tư trên bảng xếp hạng Billboard Hot 100, trở thành đĩa đơn thứ mười của họ lọt vào top 10 tại đây cũng như là đĩa đơn gần nhất của ban nhạc làm được điều này. Tính đến nay, nó đã trở thành một trong những đĩa đơn bán chạy nhất trong sự nghiệp của Bon Jovi, bán được hơn ba triệu bản trên toàn cầu.
Hai video ca nhạc khác nhau đã được phát hành cho "Always". Video đầu tiên được đạo diễn bởi Marty Callner với nội dung dàn dựng như một bộ phim ngắn về một người phụ nữ bị bạn trai phản bội, bên cạnh sự tham gia diễn xuất của Keri Russell, Jack Noseworthy, Carla Gugino và Jason Wiles. Ngoài ra, nhóm cũng phát hành một video khác cho bài hát và chỉ bao gồm những hình ảnh ban nhạc trình diễn nó trong một căn nhà. Để quảng bá bài hát, Bon Jovi đã trình diễn "Always" trên nhiều chương trình truyền hình và lễ trao giải lớn, bao gồm The Tonight Show With Jay Lenno, Top Of The Pops và trong nhiều chuyến lưu diễn trong sự nghiệp của họ. Kể từ khi phát hành, "Always" cũng được hát lại bởi nhiều nghệ sĩ khác, và xuất hiện trong nhiều album tuyển tập khác, như This Left Feels Right (2003), 100,000,000 Bon Jovi Fans Can't Be Wrong (2004) và Greatest Hits (2010).

## Danh sách bài hát
Đĩa CD tại châu Âu và Anh quốc
1. "Always" (đĩa đơn chỉnh sửa) - 4:52
2. "Always" - 5:52
3. "Edge of a Broken Heart" - 4:33
4. "Prayer 94" - 5:20

Đĩa CD #2 tại châu Âu
1. "Always" (đĩa đơn chỉnh sửa) - 4:52
2. "Edge of a Broken Heart" - 4:33

Đĩa CD #2 tại Anh quốc
1. "Always" (đĩa đơn chỉnh sửa) - 4:52
2. "Always" - 5:52
3. "Edge of a Broken Heart" - 4:33

Đĩa CD maxi tại Hoa Kỳ
1. "Always" (đĩa đơn chỉnh sửa) - 4:52
2. "I Wish Everyday Could Be Like Christmas" - 4:25
3. "Living In Sin" - 4:37
4. "Please Come Home For Christmas" - 2:53

## Xếp hạng
| Bảng xếp hạng (1994)                  | Vị trí cao nhất |
| ------------------------------------- | --------------- |
| Úc (ARIA)                             | 2               |
| Áo (Ö3 Austria Top 40)                | 3               |
| Bỉ (Ultratop 50 Flanders)             | 1               |
| Canada (RPM)                          | 1               |
| Canada Adult Contemporary (RPM)       | 6               |
| Đan Mạch (Tracklisten)                | 3               |
| Châu Âu (Eurochart Hot 100 Singles)   | 1               |
| Phần Lan (Suomen virallinen lista)    | 3               |
| Pháp (SNEP)                           | 2               |
| Đức (Official German Charts)          | 4               |
| Ireland (IRMA)                        | 1               |
| Ý (FIMI)                              | 4               |
| Hà Lan (Dutch Top 40)                 | 2               |
| Hà Lan (Single Top 100)               | 2               |
| New Zealand (Recorded Music NZ)       | 4               |
| Na Uy (VG-lista)                      | 2               |
| Scotland (OCC)                        | 3               |
| Tây Ban Nha (AFYVE)                   | 1               |
| Thụy Điển (Sverigetopplistan)         | 2               |
| Thụy Sĩ (Schweizer Hitparade)         | 1               |
| Anh Quốc (OCC)                        | 2               |
| Hoa Kỳ Billboard Hot 100              | 4               |
| Hoa Kỳ Adult Contemporary (Billboard) | 4               |
| Hoa Kỳ Pop Airplay (Billboard)        | 2               |
| Bảng xếp hạng (1995)                  | Vị trí cao nhất |
| Bỉ (Ultratop 50 Wallonia)             | 22              |

| Bảng xếp hạng (1994)                 | Vị trí |
| ------------------------------------ | ------ |
| Australia (ARIA)                     | 3      |
| Belgium (Ultratop 50 Flanders)       | 19     |
| Canada (RPM)                         | 33     |
| Canada Adult Contemporary (RPM)      | 60     |
| Denmark (Tracklisten)                | 35     |
| Europe (European Hot 100 Singles)    | 16     |
| Germany (Official German Charts)     | 44     |
| Italy (FIMI)                         | 23     |
| Japan (Tokyo Hot 100)                | 74     |
| Netherlands (Dutch Top 40)           | 11     |
| Netherlands (Single Top 100)         | 17     |
| Norway Autumn Period (VG-lista)      | 3      |
| Sweden (Sverigetopplistan)           | 10     |
| Switzerland (Schweizer Hitparade)    | 40     |
| UK Singles (Official Charts Company) | 7      |
| US Billboard Hot 100                 | 91     |
| Bảng xếp hạng (1995)                 | Vị trí |
| Australia (ARIA)                     | 55     |
| Austria (Ö3 Austria Top 40)          | 37     |
| Belgium (Ultratop 50 Wallonia)       | 31     |
| Canada (RPM)                         | 53     |
| Europe (European Hot 100 Singles)    | 33     |
| France (SNEP)                        | 16     |
| Germany (Official German Charts)     | 87     |
| Netherlands (Dutch Top 40)           | 169    |
| Norway Winter Period (VG-lista)      | 10     |
| US Billboard Hot 100                 | 17     |
| US Adult Contemporary (Billboard)    | 24     |

| Bảng xếp hạng (1990–99)        | Vị trí |
| ------------------------------ | ------ |
| Austria (Ö3 Austria Top 40)    | 43     |
| Belgium (Ultratop 50 Flanders) | 12     |
| Netherlands (Dutch Top 40)     | 63     |

## Chứng nhận
| Quốc gia                                                                           | Chứng nhận  | Số đơn vị/doanh số chứng nhận |
| ---------------------------------------------------------------------------------- | ----------- | ----------------------------- |
| Úc (ARIA)                                                                          | 2× Bạch kim | 140.000^                      |
| Áo (IFPI Áo)                                                                       | Vàng        | 25.000*                       |
| Ý (FIMI)                                                                           | Vàng        | 25.000*                       |
| Hà Lan (NVPI)                                                                      | Vàng        | 50.000^                       |
| New Zealand (RMNZ)                                                                 | Vàng        | 5.000*                        |
| Thụy Điển (GLF)                                                                    | Vàng        | 25.000^                       |
| Thụy Sĩ (IFPI)                                                                     | Vàng        | 25.000^                       |
| Anh Quốc (BPI)                                                                     | Bạch kim    | 600.000^                      |
| Hoa Kỳ (RIAA) Đĩa cứng                                                             | Bạch kim    | 1.000.000^                    |
| Hoa Kỳ (RIAA) Nhạc số                                                              | Vàng        | 500.000‡                      |
| * Chứng nhận dựa theo doanh số tiêu thụ. ^ Chứng nhận dựa theo doanh số nhập hàng. |             |                               |